# Górna Normandia
Górna Normandia (fr. Haute-Normandie, wymowaⓘ) – region administracyjny (1982–2015) w północnej Francji, obejmujący wschodnią część historycznej Normandii. Graniczy z regionami: od wschodu z Pikardią i Île-de-France, od południa z Regionem Centralnym, od zachodu z Dolną Normandią a od północy z wodami kanału La Manche. 1 stycznia 2016 r., w wyniku reformy administracyjnej, został połączony z sąsiednią Dolną Normandią w region Normandia. Dzielił się na dwa departamenty: Eure i Sekwana Nadmorska.
Największym miastem regionu jest historyczna stolica Normandii Rouen. Inne większe miasta to: Conches-en-Ouche, Dieppe, Évreux i Hawr.
Jeden z najbogatszych regionów Francji, przemysł m.in. petrochemiczny, chemiczny, samochodowy, metalurgiczny, stoczniowy, maszynowy, elektrotechniczny.